# Oron (Nigeria)
Oron es un área de gobierno local del Estado de Akwa Ibom, Nigeria. Su capital se encuentra en la población de Oron, sede de la Academia Marítima de Nigeria.
Tiene un área de 64 km² y una población de 87.461 habitantes, según el censo de 2006.
El código postal del área es 523.